# Cuarteta
La cuarteta es una estrofa castellana de cuatro versos de arte menor con rima consonante, aunque en época moderna también se ha utilizado la rima asonante. Lo que la diferencia del serventesio es que los versos de la cuarteta son de arte menor.
Los versos suelen ser octosílabos, y la rima se distribuye siguiendo el esquema abab:
Y todo el coro infantil
va cantando la lección:
mil veces ciento, cien mil;
mil veces mil, un millón.
Antonio Machado
No obstante, como indica Domínguez Caparrós, conviene tener en cuenta que 

No es raro encontrar los términos de redondilla y cuarteta empleados indistintamente para referirse a la estrofa de cuatro versos de arte menor, sea cual sea la disposición de sus rimas, y el de cuarteto para la de arte mayor.

Existen variados tipos de cuarteta, además de la conocida tradicionalmente:
- Cuarteta imperfecta: este tipo de cuarteta se distingue de la cuarteta tradicional en que la rima solo se da en los versos pares.

En la sierra está la niña
su ganado a repostar,
hermosa como las flores,
sañosa como la mar.
Gil Vicente
- Cuarteta asonantada: este tipo de cuarteta guarda una larga tradición y posee la misma estructura métrica que la copla octosilábica, combinándose versos octosílabos y trisílabos.

Por una mirada, un mundo;
por una sonrisa, un cielo;
por un beso...¡yo no sé
que te diera por un beso!
Gustavo Adolfo Bécquer
- Cuarteta heptasílaba: es un tipo de cuarteta surgida en la Edad Media como resultado de la división de hemistiquios del verso alejandrino.

Mal es la soledad,
mas peor es compaña
de homre sin verdad
que a omre engaña.
Don Sem Tob